# Lamottemys okuensis
Lamottemys okuensis — вид мишоподібних гризунів родини мишевих (Muridae).

## Поширення
Ендемік Камеруну. Поширений лише на схилах гори Оку на заході країни. Мешкає на висоті 2100—2900 м над рівнем моря у районах з колючими кущами, густим підліском і грубою рослинністю.

## Опис
Тіло завдовжки до 126 мм. Шерсть на спині глянцева і м'яка, темно-коричнево-чорного кольору, без смуги вздовж хребта. Окремі волоски темно-сірі, смугасті вохрою і з чорними кінчиками, а також є численні довгі чорні захисні волоски. Нижні частини тіла жовтувато-сірі, волоски мають сірі основи та жовтуваті кінчики. Кінцівки жовтувато-коричневі. Є чотири пальці на передніх стопах і п'ять пальців на задніх. Хвіст приблизно такої ж довжини, як тіло, і покритий лусочками і дрібною чорною щетиною.